# 월리스 F. 베넷
월리스 포스터 베넷(Wallace F. Bennett, 1898년 11월 13일 - 1993년 12월 19일)은 미국의 정치인이다. 미국 공화당 소속이었던 베넷은 1951년부터 1974년까지 22년간 유타주의 상원 의원을 지냈다. 밥 베넷의 아버지이며 아들 밥 베넷은 아버지를 이어 유타주의 상원 의원을 이어 지냈다.

## 생애

### 어린 시절
월리스 베넷은 미국 유타주 솔트레이크시티에서 아버지 존 포스터 베넷과 어머니 로제타 엘리자베스 베넷(결혼 전 성씨 월리스) 사이에서 태어났다. 베넷의 조부모는 1868년 영국에서 미국으로 건너온 이민자였다. 베넷은 지역 공립학교에서 어린 시절 교육을 받은 후 1916년 LDS 고등학교를 졸업했다. 이후 유타 대학교에 진학해 영어학을 전공하고 토론에서 대학 대표 패치(Varsity letter)를 받았다.
대학 예비역장교훈련단(ROTC) 일원이었던 베넷은 제1차 세계 대전 시기 잠시 대학을 휴학하고 미국 육군에 복무하러 갔다. 1918년 9월 보병 소위로 임관했고 콜로라도 대학의 육군학생훈련단의 교관으로 배치되었다. 종전 후 유타 대학으로 돌아와 1919년 문학사 학위를 취득했다. 졸업 후 1년간 베넷은 콜로라도주 마내사에 있는 샌루이 스태이크 아카데미의 교장으로 재직했다.

### 가족
1922년 베넷은 허버 J. 그랜트(1918년부터 1945년까지 예수 그리스도 후기 성도 교회 총회장)의 막내딸인 프랜시스 매리언 그랜트와 결혼했다. 베넷 부부는 월리스, 데이비드, 로버트 세 아들과 로즈머리, 프랜시스 두 딸을 낳았다.
프랜시스는 잠시 예수 그리스도 후기 성도 교회 총회원으로도 활동했다.

### 기업인 경력
1920년 베넷은 솔트레이크시티로 돌아와 아버지가 설립했던 베넷 도배/유리회사의 사무원으로 취직했다. 이후 베넷은 출납원, 생산부 매니저, 판매부 매니저로 승진했다. 1929년에는 회사의 비서 겸 재무관이 되었으며, 1938년 아버지가 사망하자 아버지를 이어 사장이자 총지배인이 되었다. 1950년까지 회사의 사장직으로 활동하다 1950년 최고 이사 자리에 오르게 되었다. 1938년에는 베넷이 "미국 서부에서 가장 현대적인 페인트 제조 공장"이라 부른 새 공장을 건립했다.
가족의 사업을 물려받아 경영한 것 이외에도 베넷은 1939년부터 1950년까지 포드 모터 컴퍼니의 판매 대리점인 "베넷 모터 컴퍼니"의 사장을 지냈다. 또한 베넷은 카본 쥬얼리 회사, 전미유리유통협회 회장을 지냈으며 글래이턴 투자 회사, 미국 페인트, 광택제 및 라커협회 부회장을, 시온 저축은행 및 신탁회사와 유타 정유회사, 유타 가정화재보험의 이사직을 지냈다. 1949년에는 전미 제조업 협회의 회장으로 선출되었다. 베넷은 1년간 회장직으로 있으면서 전국을 순방하며 "돈을 내놓는 사람들과 일하는 사람들, 그리고 이 모든 걸 하나로 묶는 동반자 관계"에 대해 설파했다.
베넷은 라디오 방송국인 KSL에서 매일 1시간짜리 방송인 The Observatory Hour의 진행을 맡았고 솔트레이크시티 시민 오페라 회사(1938-1941)와 솔트레이크시티 자선회(1944-1945)의 회장도 역임했다. 1935년에는 예수 그리스도 후기 성도 교회 총회 회계장이 되었다. 1942년부터 1948년까지는 후기성도교회 소속 병원 간호대학교 학생 합창단을 지휘했고 1985년에는 후기성도교회 성찬식 찬송가인 제20장 God of Power, God of Right도 작사했다. 또한 베넷은 1950년에는 "믿음과 자유", 1958년에는 "왜 모르몬교도가 되었는가"를 집필했다.

### 상원의원으로
1950년 3월 베넷은 미국 상원의원 유타주 지역구에 출마하겠다고 발표했다. 미국 공화당에서 후보 지명을 받은 배넷은 당시 3선의 미국 민주당 출신 앨버트 D. 토마스와 본선에서 맞붙었다. 선거 유세 기간 베넷은 토마스가 공산주의적 가치관을 가지고 있다고 비난했고 토마스 후보와 공산주의 단체 사이 커넥션을 주장하는 팜플렛을 배포했다. 11월 개표 결과 베넷은 54% 대 46%의 차이로 토마스를 꺾고 상원 의원에 당선되었다. 베넷은 이후 총 3번 더 재선에 성공했다.

#### 은 문제
1950년대 후반 미국 재무부는 1온스 당 0.905달러에 은을 사줘야 하는 것을 내켜하지 않았다. 베넷은 높은 수요와는 반대로 공급이 부족한 현 상황은 재무부 회계에 심각한 적자를 안길 것이라고 경고했다. 1961년까지 재무부 소유 은이 불필요하게 줄어들었다. 그 결과 1963년에는 정부가 당장 환급 가능한 은이 3천만 온스밖에 없었지만 미국의 연간 동전 발행 요구량은 7,500만 온스가 넘었다. 1온스 당 당시 은 가격은 1.929달러였지만 미국 정부가 추가로 은을 매입할 경우 가격이 1.29달러 이상으로 올라갈 상황이었다. 이 때 베넷이 지지한 "1963년 은매입법"에서는 "기존 은 매입요건과 은괴의 세수 이전"과 관련한 조항을 폐기했다. 또한 연방준비제도에게 1달러와 2달러 지폐 발행을 허용해 "미국 재무부가 달러 동전을 발행하는데 필요한 16억 온스 어치의 은화증서 혹은 액면가의 은을 대체"할 수 있게 허용했다.
베넷은 1963년 미국광업회의 회담에서 은화와 은 문제가 미국에게 재앙적인 수준의 문제로 다가왔다고 말했다. 베넷의 주장은 수많은 비판을 받았다. 2년 후 미 재무부는 동전 문제를 해결하기 위한 세로운 주화안을 제시했다. 베넷은 행정부와 힘을 합쳐 1965년 화폐주조법이라는 해결책을 만들기 위해 고심했고 법으로 주화 주조 문제를 해결했다.

#### 정책과 성향
베넷은 상원 의원에 재임한 23년동안 정부의 규제를 반대하고 노동권법을 지지하는 보수주의적이고 친기업적인 성향을 보였다. 베넷은 재정위원회와 금융통화위원회 위원으로 활동했으며 원자력 및 군수합동위원회에서도 활동했다. 또한 상원 윤리위원회 부의장으로 있었다. 베넷은 1957년, 1960년, 1964년, 1968년 민권법과 1965년 선거권법, 서굿 마셜의 연방 대법관 임명에 대해선 찬성표를 던졌으나 미국 수정 헌법 제24조에는 투표하지 않았다. 또한 인종 차별을 실시하는 학교에 연방 지원을 금지하는 조치에 대한 법안에 찬성했다. 부분적 핵실험 금지 조약 비준과 메디케어법에 대해서는 반대했다. 평등권 수정조항에 대해서도 반대했다.
베넷은 센트럴 유타 프로젝트와 군수산업, 항공우주산업을 유타주로 끌어들어와 유타주의 주요 산업으로 만드는 데 중요한 역할을 했다. 정치인생 말기에는 베넷이 상원 금융주택도시문제위원회, 재정위원회 의장으로 서열 1위로 활동했다. 주변인들은 베넷을 "국가의 재정과 통화 전문가를 이끄는 최선임"이라고 말했다.
베넷은 1974년 상원 재선 출마를 포기하고 그 해 12월 20일 자신의 선거구 후계자인 제이크 게른을 조기 취임시키고 상원의원에 사임했다.

### 은퇴 이후
상원 은퇴 이후 베넷은 솔트레이크시티로 돌아와 사업을 다시 시작했고 여러 이사회에서도 활동했다. 1992년에는 아들 로터브 베넷이 상원의원에 당선되자 아버지 베넷은 "밥과 나는 유타주의 역사를 세웠다. 우리는 이 주에서 미국 상원에 당선된 최초의 부자 의원이다"라고 말했다.
베넷은 1993년 95세의 나이로 솔트레이크시티에서 사망했다. 시신은 솔트레이크시티 공동묘지에 매장되었다.

## 같이 보기
- 베넷 개정안

## 역대 선거 결과
| 선거명      | 직책명                | 대수 | 정당   | 득표율 | 득표수    | 결과 | 당락                 |
| ----------- | --------------------- | ---- | ------ | ------ | --------- | ---- | -------------------- |
| 1950년 선거 | 상원의원 (유타 제3부) | 82대 | 공화당 | 53.86% | 142,427표 | 1위  | 유타주 상원의원 당선 |
| 1956년 선거 | 상원의원 (유타 제3부) | 85대 | 공화당 | 53.96% | 178,261표 | 1위  | 유타주 상원의원 당선 |
| 1962년 선거 | 상원의원 (유타 제3부) | 88대 | 공화당 | 52.37% | 166,755표 | 1위  | 유타주 상원의원 당선 |
| 1968년 선거 | 상원의원 (유타 제3부) | 91대 | 공화당 | 53.68% | 225,075표 | 1위  | 유타주 상원의원 당선 |

## 참고 문헌
- Bennett, Wallace F. Faith and Freedom: The Pillars of American Democracy, New York: Scribner, 1950.
- Bennett, Wallace F. Why I Am A Mormon, New York: T. Nelson, 1958.